# Kyje (district de Jičín)
Pour quartier de Prague, voir Kyje.
Kyje est une commune du district de Jičín, dans la région de Hradec Králové, en République tchèque. Sa population s'élevait à 74 habitants en 2022.

## Géographie
Kyje se trouve à 7 km au nord de Jičín, à 45 km au nord-ouest de Hradec Králové et à 82 km au nord-est de Prague.
La commune est limitée par Lomnice nad Popelkou à l'ouest et au nord, par Bradlecká Lhota à l'est et par Železnice au sud.

## Histoire
La première mention écrite de la localité date de 1539.

## Galerie

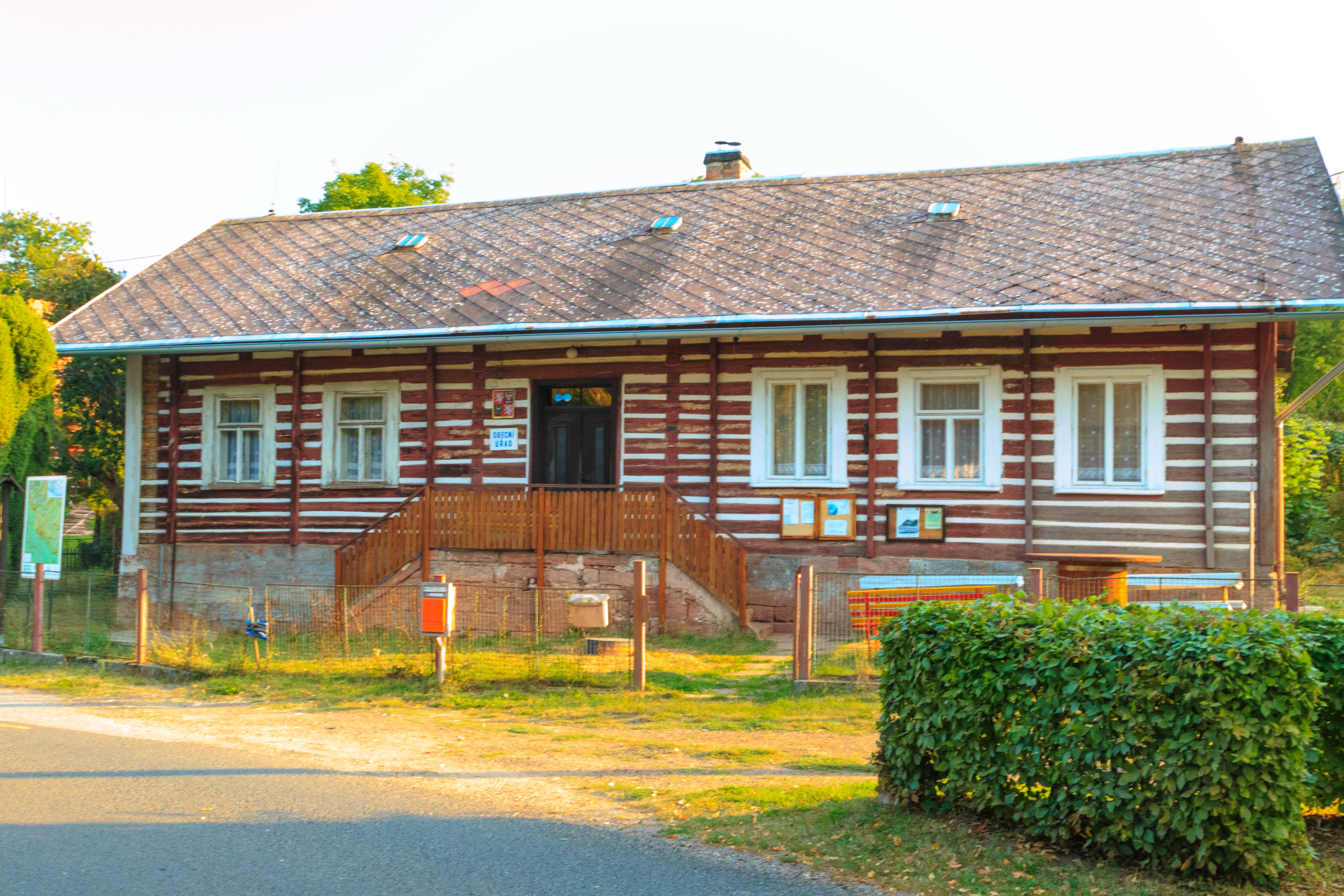
Kyje u Železnice : la mairie.
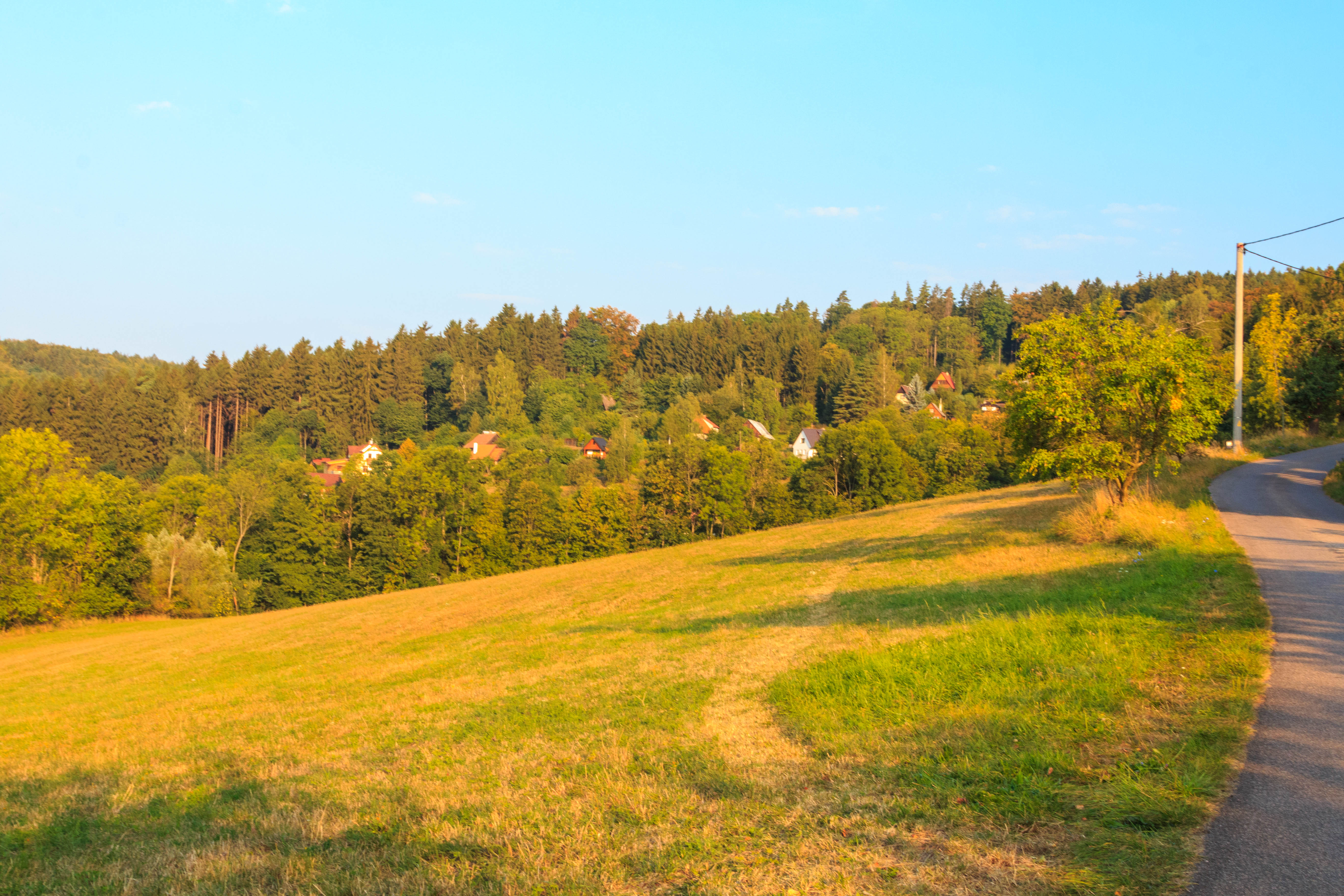
Kyje u Železnice : paysage rural.

## Transports
Par la route, Holín se trouve à 9 km de Jičín, à 52 km de Hradec Králové et à 99 km de Prague. 